# Saham
Saham (arab. صحم) – miasto w północno-zachodnim Omanie, w Muhafazie Szamal al-Batina. Ośrodek przemysłu spożywczego. Według spisu ludności w grudniu 2010 roku liczyło 12 364 mieszkańców. Jest siedzibą administracyjną wilajetu Saham, który w 2010 roku liczył 93 438 mieszkańców.